# Heo Mok
Heo Mok (* 1595 oder 1593 in Hanseong; † 27. April 1682) war ein koreanischer Politiker und neokonfuzianischer daoistischer Philosoph, Maler, Dichter und Gelehrter. Er lebte im Zentrum Gyeonggi-dos in Yeoncheon. Er war vor allem unter seinem Pseudonym Misu bekannt. Weitere Namen waren Taeryeongnoin (태령노인, 台領老人) und Seokhojangin (석호장인, 石戶丈人).

## Leben
Heo Mok wurde 1593 oder 1595 in Hanseong als Sohn eines niederen Beamten geboren. 1613 heiratete er. Danach war er bis 1620 Schüler von Jeong Gu. 1624, während des zweiten Regierungsjahres von König Injo, lebte Heo in Ucheon im Landkreis Gwangju und erlernte Kalligraphie. Er eignete sich einen einzigartigen Stil an und galt als größter Kalligraf seiner Zeit.
Im Alter von 56 diente er als Chambong (niedriger Beamter) und erlebte so seinen ersten Posten in der Politik. 1658 wurde er Führer der Süd-Fraktion (남인) und Rivale von Song Si-yeol von der West-Fraktion (서인). Er war gegen dessen Vorschlag, weitere Eroberungsfeldzüge im Norden zu führen. Später gab es einen weiteren Disput um die Länge der Trauer um die Stief-Großmutter des Königs. Heo Mok und die Süd-Fraktion schlugen drei Jahre vor, während Song Si-yeol ein Jahr vorschlug. Die Süd-Fraktion setzte sich durch und stieg so in der Gunst des Königs auf. 1675 wurde er Minister und Vize-Premierminister (1675–1678) der Joseon-Dynastie. Es war das erste Mal, dass jemand ohne die Ablegung der Prüfung für den gehobenen Beamtendienst (Gwageo) eine so hochrangige Position erhielt.

## Werke
- 1647: Kyungreyuchan (1647)
- 1667: Eastern History (1667)
- 1667: Blue Gentleman List (1667)
- 1677: Kyung seol (1677)
- Mesu ChunjaMun
- Dangun die Familie
- Misu Kiun
- Sim Hakdo